# 인디언 파리아 도그

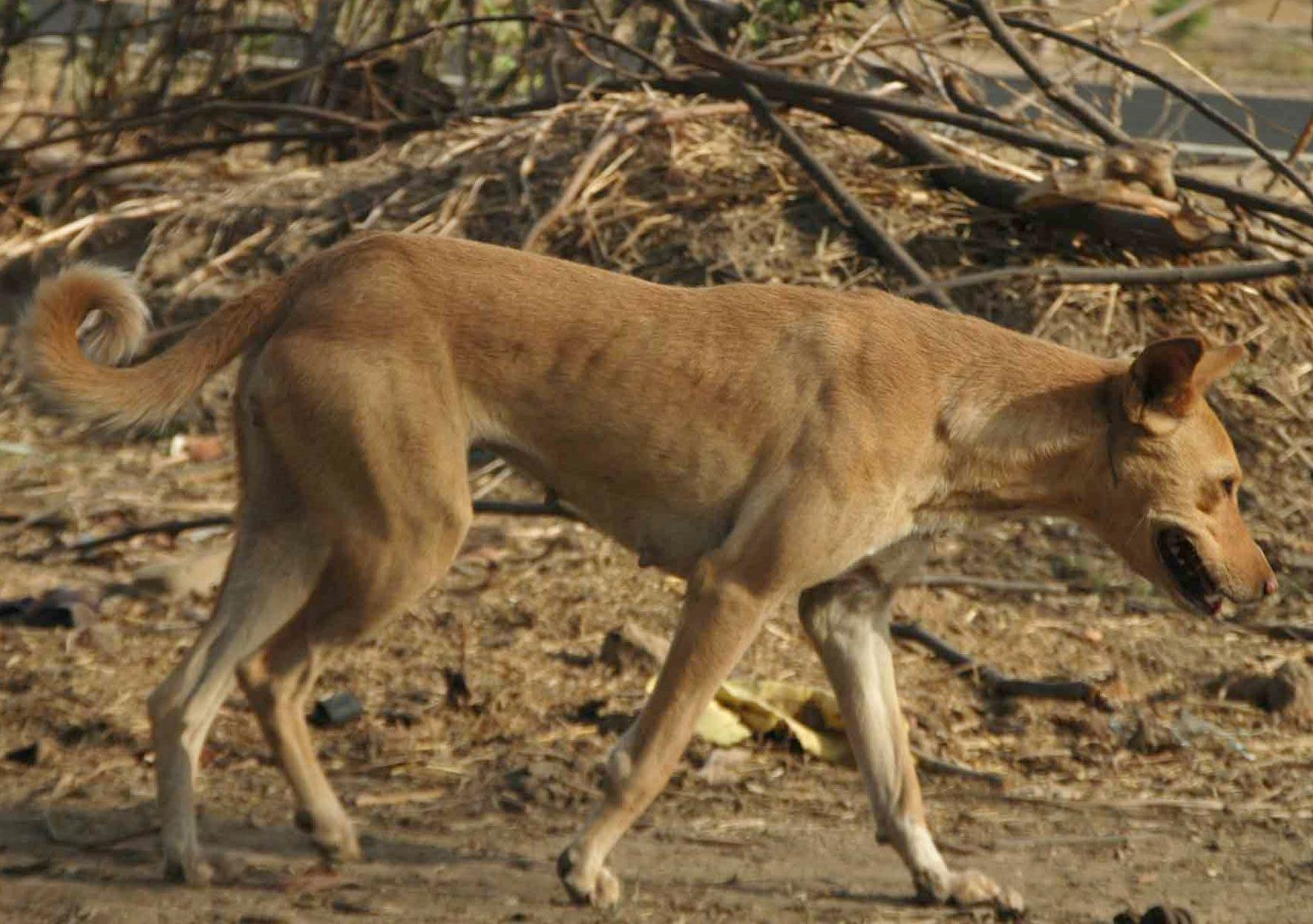

인디언 파리아 도그(Indian pariah dog, 다른 이름: INDog, Nadan, South Asian pye dog, Desi Kutta, Neri Kutta)는 인도 아대륙이 원산인 개 품종이다. 이 개들은 직립한 귀, 쐐기 모양의 머리, 구부러진 꼬리를 가지고 있다. 훈련이 쉽고 경비견이나 경찰견으로 자주 사용된다. 이 개는 파이독(py-dog)으로 알려진 고대 개 그룹의 한 예이다. 이 개가 이르면 4,500년 전에 인도 마을에 존재했다는 고고학적 증거가 있다.
인도 아대륙의 대부분의 길거리 개는 실제로 인디언 파이독이지만, 이 품종의 이름은 인도 아대륙의 일부 방목견이 일치하지 않는다는 사실에도 불구하고 모든 도시 남아시아 떠돌이 개를 지칭하는 데 종종 잘못 사용된다. "파리아 유형"(pariah type)은 순수한 토종 개가 아니라 혼합 품종일 수 있다. 특히 유럽 개 품종과의 혼합으로 인해 유럽 식민지 개척자들이 역사적으로 인도에 정착한 지역 주변에서 그렇다.